# Дърволази
 Тази статия е за семейството земноводни.  За подсемейството птици вижте Дърволази (птици).  
Дърволази (Dendrobatidae) е общото наименование на семейство Отровни жаби, разпространени в тропическите гори на Централна и Южна Америка. Тези земноводни често се наричат „жаби стрели“, поради това, че местните американски индианци са използвали тяхната отрова, за напояване на върховете на стрелите си. Много от представителите на това семейство са застрашени от изчезване, и въпреки големият им брой от над 175 вида, само четири са били документирани.

## Описание
Отровните жаби стрели са малки, и достигат на дължина от 1,2 до 6, най-много 7 – 8 cm. Тежат около 2 грама, в зависимост от размера на жабата.
Повечето отровни жаби са почти безобидни, тъй като токсичността на отровата им е слаба. Те могат да бъдат разделени в две групи: нощни, които са със защитен, по-тъмен цвят, и дневни – имат токсични кожни секрети и са ярко оцветени в различни цветове, за да предупреждават потенциалните хищници, че са отровни.

### Отрова
Жлезите на кожата на някои видове от род Листолази (Phyllobates) произвеждат батрахотоксин, който е една от най-силните отрови. Когато последната влезе в контакт със сърдечния мускул, тя спира мигновено цялата му дейност.
Токсичността на отровата на жабите стрели идва от това, че диетата им включва много отровни насекоми, така че ако те са поставени в среда, в която храната им не е отровна, тогава те са безвредни. В действителност, само 55 от всички 178 вида дърволази са токсични. Останалите са безвредни, и за да защитят себе си имитират цветовете на своите отровни събратя.

## Разпространение и местообитание
Тези жаби са ендемични за влажните тропически среди от Централна и Южна Америка. Обивават тропическите гори на Боливия, Коста Рика, Бразилия, Колумбия, Еквадор, Венецуела, Суринам, Френска Гвиана, Перу, Панама, Гвиана, Никарагуа и Хавай.
Срещат се в субтропични или тропически, влажни и равнинни гори, реки, сладководни блата, езера и други водни басейни, характерни за Централна и Южна Америка. Някои видове могат да бъдат открити в наводнени низини, пасища, обработваеми земи, селски градини, плантации, и др. Склонни са да живеят на земята или близо до нея, във водоеми или високо по дървета с височина до 10 m.

## Размножаване
Оплождането на яйцата става външно, т.е. женската снася яйцата, а мъжкия ги опложда.
Отровните жаби често могат да бъдат наблюдавани вкопчени помежду си, подобно на начина, по който повечето жаби се съвкупляват. Въпреки това, тези демонстрации представляват битки по борба в спор за територия. Мъжките екземпляри се борят за най-добрите убежища, от където по-късно ще излъчват призива си за чифтосване. Женските се борят за желаните от тях гнезда, а понякога дори нахлуват в гнездата на други женски, за да унищожат яйцата им.
По принцип женските са тези, които имат право на избор на половинка. Те избират партньорите си въз основа на тяхната окраска (главно по гръбнака), както и място, където ще снесат яйцата си. Мъжките показват ярката си окраска, пазят територията и са агресивни към останалите мъжки.
Възрастните женски жаби снасят яйцата си във влажни места, върху или под листа, в растения, сред корени, и др. След като малките се излюпят, възрастните пренасят на гърба си малките попови лъжички, една по една, до подходяща водна среда, басейн, или до водата, събрана в „гърлото“ на някое растение. Поповите лъжички остават там, докато метаморфозата приключи, хранейки се с безгръбначни животни или с неоплодени яйца, на определени интервали определени от майка им.

## Класификация
Това семейство включва 12 рода отровни жаби, които са разпределени в следните подсемейства:
Семейство Дърволази
- Подсемейство Colostethinae (Cope, 1867)
  - Род Ameerega (Bauer, 1986) – 31 вида (Боливия, Бразилия, Панама и Венецуела)
  - Род Colostethus (Cope, 1866) – 21 вида (от Коста Рика до северната част на Перу)
  - Род Призрачни отровни жаби (Epipedobates) (Myers, 1987) – 6 вида (Еквадор, Перу и Колумбия)
  - Род Silverstoneia (Grant et al., 2006) – 3 вида (Коста Рика, Панама и Колумбия)
- Подсемейство Dendrobatinae (Cope, 1865)
  - Род Adelphobates (Grant et al., 2006) – 3 вида (Перу и Бразилия)[15]
  - Род Дърволази (Dendrobates) (Wagler, 1830) – 5 вида (южната част на Никарагуа, югоизточната част на Бразилия и Боливия)[15]
  - Род Excidobates (Twomey & Brown, 2008) – 2 вида (Еквадор и Перу)
  - Род Minyobates (Myers, 1987) – 1 вид (Венецуела)
  - Род Oophaga (Bauer, 1994) – 9 вида (от Никарагуа до северната част на Еквадор)
  - Род Листолази (Phyllobates) (Duméril & Bibron, 1841) – 6 вида (от Никарагуа до Колумбия)
  - Род Ranitomeya (Bauer, 1986) – 33 вида (Панама, Андите и басейна на Амазонка)
- Подсемейство Hyloxalinae (Grant et al, 2006)
  - Род Hyloxalus (Jiménez de la Espada, 1870) – 58 вида (Панама, Перу, Венецуела, Колумбия, Еквадор, Боливия и Бразилия)